# Đalovići
Đalovići (cyr. Ђаловићи) – wieś w Czarnogórze, w gminie Bijelo Polje. W 2011 roku liczyła 37 mieszkańców.